# Oda Prešernu
Oda Prešernu je slovenski komični film iz leta 2001 v režiji in po scenariju Martina Srebotnjaka, ki je v filmu odigral tudi glavno vlogo. To je neuspešni pesnik Miha, ki piše reklamne slogane. Ob 200-letnici Prešernovega rojstva dobi naročilo za odo o pesniku za državno proslavo. Film je prejel nagrado občinstva na 4. festivalu slovenskega filma.

## Igralci
- Martin Srebotnjak kot Miha
- Barbara Cerar kot Petra
- Zvonko Čoh kot Južnič
- Gregor Čušin kot Edo
- Branko Đurić kot Ednan
- Brane Gruber kot sekretar
- Tomi Janežič kot Molnar
- Andrej Štritof kot Prešeren
- Gašper Tič kot Prešeren
- Barbara Žefran kot Dana